# Pelochyta dorsicincta
Pelochyta dorsicincta är en fjärilsart som beskrevs av George Francis Hampson 1916. Pelochyta dorsicincta ingår i släktet Pelochyta och familjen björnspinnare. Inga underarter finns listade i Catalogue of Life.